# Top Eleven Football Manager
Top Eleven Football Manager este un joc produs și distribuit de compania sârbă Nordeus. Scopul jocului este de a fi manager de fotbal. Jocul a fost lansat pe 9 mai 2010 pe Facebook, iar în 2011 pe App Store și Google Play. În 2013, Jose Mourinho a apărut pe coperta jocului. În anul 2015, Top Eleven devine cel mai descărcat joc de manager din lume, având peste 100 milioane de descărcări. În 2016, Top Eleven a avut peste 150 milioane de descărcări.